# لوسي تالبوت
لوسي تالبوت (بالإنجليزية: Lucy Talbot)‏ هي لاعب هوكي الحقل نيوزيلندية، ولدت في 26 أبريل 1989 في أوكلاند في نيوزيلندا.

## روابط خارجية
- لوسي تالبوت على موقع اتحاد ألعاب الكومنولث (مؤرشف) (الإنجليزية)